# 1984年夏季残疾人奥林匹克运动会卢森堡代表团
1984年夏季残疾人奥林匹克运动会卢森堡代表团是卢森堡派出的1984年夏季残疾人奥林匹克运动会代表团。获得1枚金牌、4枚银牌和1枚铜牌。